# Jonathan Lacôte
Pour les articles homonymes, voir Lacôte.
Jonathan Lacôte, né le 15 septembre 1972 à Paris, est un diplomate français.

## Biographie
Jonathan Lacôte a suivi une scolarité à Hove (Royaume-Uni), Treillières, Nantes et Paris (lycée Condorcet). Diplômé de l'Institut d'études politiques de Paris et de l'Institut national des langues et civilisations orientales (INALCO) en hongrois et estonien, il est entré au ministère des Affaires étrangères par le concours de conseiller des affaires étrangères du cadre d'Orient (anciennement dits « secrétaires des Affaires étrangères ») dans la section « Europe centrale » en 1997. 
Après avoir travaillé au service de la politique étrangère et de sécurité commune (PESC), il est nommé en 2001 conseiller à l'ambassade de France à Belgrade (alors en république fédérale de Yougoslavie) avant de devenir en 2003 chef du bureau de l'ambassade de France à Podgorica au Monténégro, avant l'accession de ce pays à l'indépendance. Premier secrétaire à l'ambassade de France à Berlin en 2005, il devient en 2007 conseiller technique chargé des relations extérieures de l'Union européenne et de la coopération franco-allemande au cabinet du secrétaire d'État chargé des Affaires européennes, Jean-Pierre Jouyet. Il a conservé ces fonctions auprès de son successeur, Bruno Le Maire, avant de devenir (juin 2009) directeur adjoint, puis (juillet 2009) directeur de cabinet du secrétaire d'État chargé des Affaires européennes, Pierre Lellouche.
Sous-directeur des personnels à la Direction des ressources humaines du ministère des Affaires étrangères à compter de 2011, il est de 2014 à 2017, ministre-conseiller (adjoint au chef de mission) à l'ambassade de France à Londres. En 2017, il est nommé ambassadeur de France en Arménie et le reste jusqu'en août 2021. Il est alors remplacé par Anne Louyot.
Il est nommé chef de service à l'administration centrale du ministère de l'Europe et des affaires étrangères pour exercer les fonctions de directeur général adjoint des affaires politiques et de sécurité, à compter du 1er septembre 2021.
Le 24 juillet 2024, il est nommé ambassadeur de France en Hongrie.
Il a enseigné en tant que maître de conférences à l'IEP de Paris et à l'INALCO.

## Distinction
- Chevalier de l'ordre national du Mérite (2 juin 2023)[5]